# 新町站 (群馬縣)
新町站（日语：／ Shimmachi eki */?）是東日本旅客鐵道（JR東日本）和日本貨物鐵道（JR貨物）的鐵路車站，位於群馬縣高崎市新町。

## 車站結構
側式月台1面1線與島式月台1面2線，合計2面3線的地面車站。

### 月台配置
| 月台 | 路線    | 方向 | 目的地                                                      | 備註                                                                       |
| ---- | ------- | ---- | ----------------------------------------------------------- | -------------------------------------------------------------------------- |
| 1    | ■高崎線 | 上行 | 大宮、東京、新宿、橫濱方向 （包括■湘南新宿線、■上野東京線） | 湘南新宿線的列車自大船站起 上野東京線的列車經上野站自東京站起 直通東海道線 |
| 3    | ■高崎線 | 下行 | 高崎、前橋方向                                              |                                                                            |

（來源：JR東日本:車站構內圖 （页面存档备份，存于））

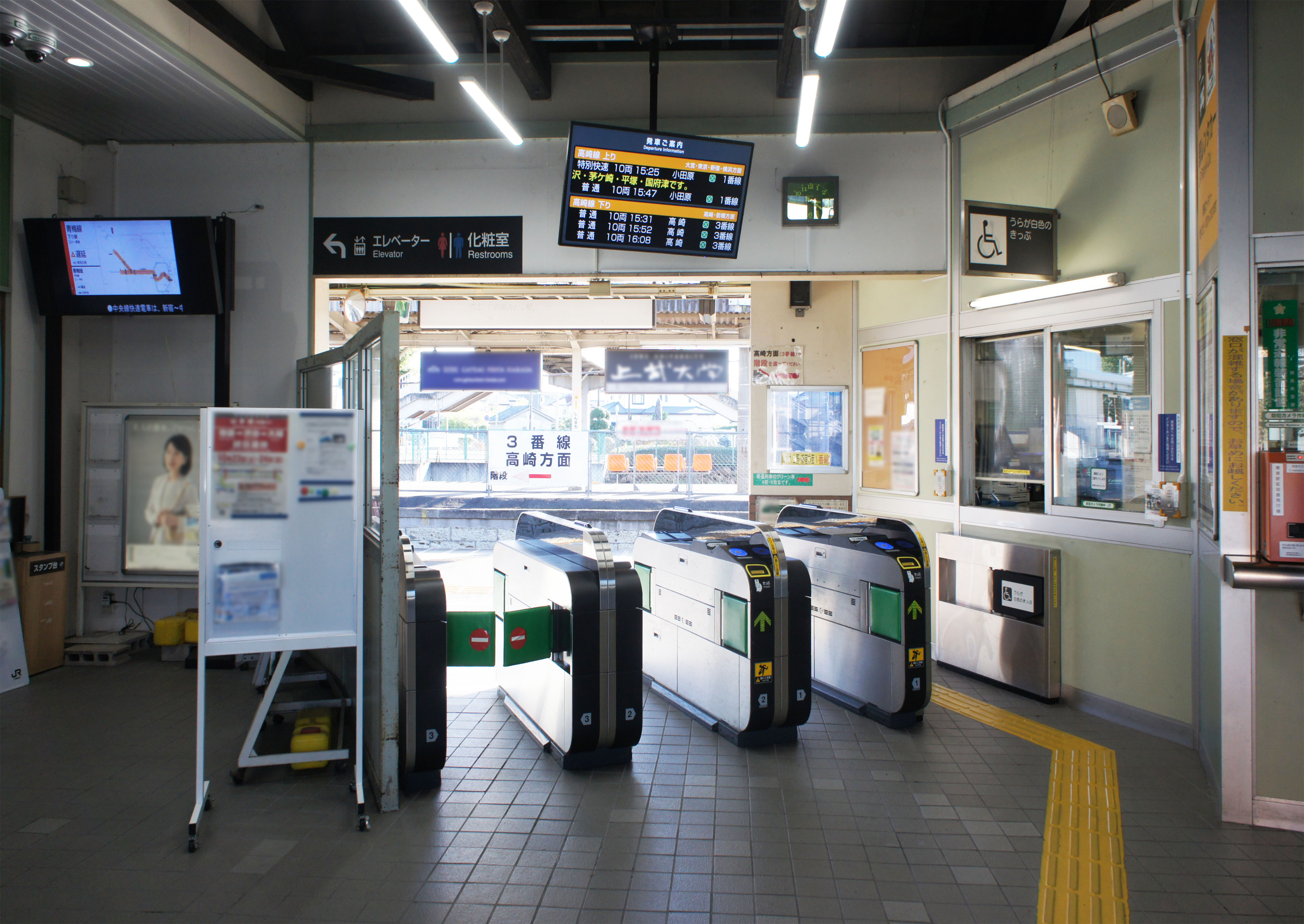
閘口（2021年10月）
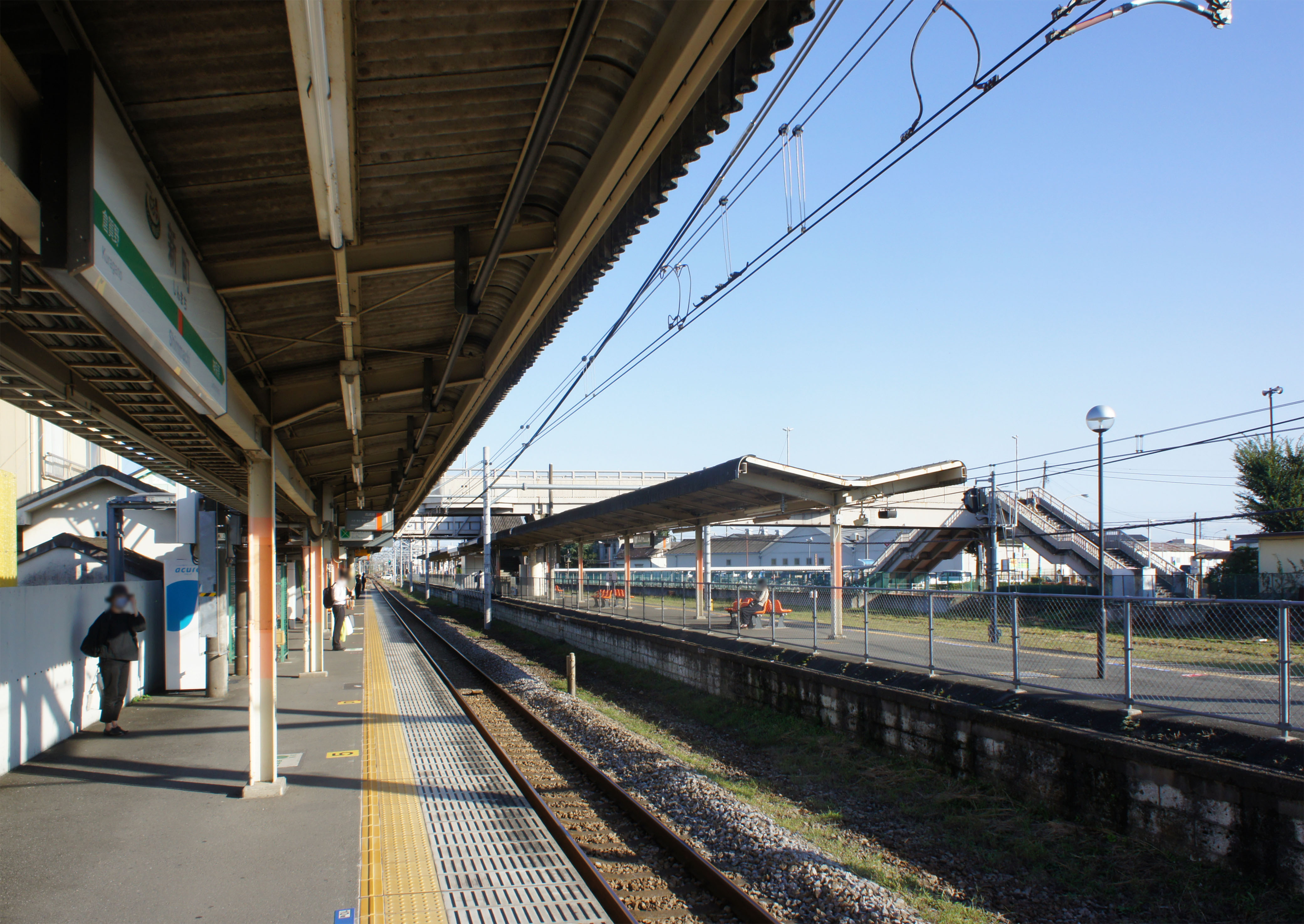
月台（2021年10月）

## 使用情況

### 客運
根據JR東日本，2019年（令和元年）度1日平均上車人次為3,728人。
近年的推移如下表。
| 上車人次推移        | 上車人次推移     | 上車人次推移    |
| 年度                | 1日平均 上車人次 | 來源            |
| ------------------- | ---------------- | --------------- |
| 1988年（昭和63年）  | 3,059            |                 |
| 1989年（平成0元年） | 3,198            |                 |
| 1990年（平成02年）  | 3,291            |                 |
| 1991年（平成03年）  | 3,521            |                 |
| 1992年（平成04年）  | 3,732            |                 |
| 1993年（平成05年）  | 3,840            |                 |
| 1994年（平成06年）  | 3,894            |                 |
| 1995年（平成07年）  | 3,922            |                 |
| 1996年（平成08年）  | 3,927            |                 |
| 1997年（平成09年）  | 3,852            |                 |
| 1998年（平成10年）  | 3,763            |                 |
| 1999年（平成11年）  | 3,728            |                 |
| 2000年（平成12年）  | 3,611            | [ 利用客数 2 ]  |
| 2001年（平成13年）  | 3,577            | [ 利用客数 3 ]  |
| 2002年（平成14年）  | 3,562            | [ 利用客数 4 ]  |
| 2003年（平成15年）  | 3,565            | [ 利用客数 5 ]  |
| 2004年（平成16年）  | 3,580            | [ 利用客数 6 ]  |
| 2005年（平成17年）  | 3,635            | [ 利用客数 7 ]  |
| 2006年（平成18年）  | 3,828            | [ 利用客数 8 ]  |
| 2007年（平成19年）  | 3,813            | [ 利用客数 9 ]  |
| 2008年（平成20年）  | 3,865            | [ 利用客数 10 ] |
| 2009年（平成21年）  | 3,722            | [ 利用客数 11 ] |
| 2010年（平成22年）  | 3,731            | [ 利用客数 12 ] |
| 2011年（平成23年）  | 3,740            | [ 利用客数 13 ] |
| 2012年（平成24年）  | 3,710            | [ 利用客数 14 ] |
| 2013年（平成25年）  | 3,716            | [ 利用客数 15 ] |
| 2014年（平成26年）  | 3,621            | [ 利用客数 16 ] |
| 2015年（平成27年）  | 3,666            | [ 利用客数 17 ] |
| 2016年（平成28年）  | 3,689            | [ 利用客数 18 ] |
| 2017年（平成29年）  | 3,708            | [ 利用客数 19 ] |
| 2018年（平成30年）  | 3,753            | [ 利用客数 20 ] |
| 2019年（令和元年）  | 3,728            | [ 利用客数 21 ] |

### 貨物
1996年度（平成8年度）的貨物處理量，發送約16,425公噸，到着約133,590公噸。以後的貨物處理量每年度0公噸。

## 歷史
- 1883年（明治16年）12月27日－本站隨日本鐵道本庄－本站段開業，成為群馬縣內首個開業的鐵路車站。
- 1884年（明治17年）5月1日－本站－高崎站路段開業。
- 1906年（明治39年）11月1日－日本鐵道被國有化，成為日本國鐵的車站。
- 1909年（明治42年）10月12日－日本國鐵重編路線，本站成為高崎線車站。
- 1980年（昭和55年）10月1日－停辦除利用專用線外所有貨運服務。
- 1984年（昭和59年）2月1日－停辦行李託運服務。
- 1987年（昭和62年）4月1日－國鐵分割民營化，本站由JR東日本和JR貨物接手管理。
- 1997年（平成9年）左右－停辦來往本站的定期貨運列車班次。
- 2001年（平成13年）11月18日－智能卡系統Suica正式投入服務。

## 相鄰車站
東日本旅客鐵道
■高崎線
- 特急「赤城」部分停車站

■特別快速、■快速「Urban」、■普通
神保原－新町－倉賀野

### 使用情況
1. ↑  . 東日本旅客鉄道.   [2019-07-08]. （原始内容存档于2019-07-05）.
2. ↑  . 東日本旅客鉄道.   [2019-03-24]. （原始内容存档于2019-03-28）.
3. ↑  . 東日本旅客鉄道.   [2019-03-24]. （原始内容存档于2019-03-28）.
4. ↑  . 東日本旅客鉄道.   [2019-03-24]. （原始内容存档于2019-03-28）.
5. ↑  . 東日本旅客鉄道.   [2019-03-24]. （原始内容存档于2019-03-28）.
6. ↑  . 東日本旅客鉄道.   [2019-03-24]. （原始内容存档于2019-03-28）.
7. ↑  . 東日本旅客鉄道.   [2019-03-24]. （原始内容存档于2019-03-28）.
8. ↑  . 東日本旅客鉄道.   [2019-03-24]. （原始内容存档于2019-03-28）.
9. ↑  . 東日本旅客鉄道.   [2019-03-24]. （原始内容存档于2019-03-28）.
10. ↑  . 東日本旅客鉄道.   [2019-03-24]. （原始内容存档于2019-03-28）.
11. ↑  . 東日本旅客鉄道.   [2019-03-24]. （原始内容存档于2019-03-28）.
12. ↑  . 東日本旅客鉄道.   [2019-03-24]. （原始内容存档于2019-03-28）.
13. ↑  . 東日本旅客鉄道.   [2019-03-24]. （原始内容存档于2019-03-28）.
14. ↑  . 東日本旅客鉄道.   [2019-03-24]. （原始内容存档于2019-03-28）.
15. ↑  . 東日本旅客鉄道.   [2019-03-24]. （原始内容存档于2019-03-28）.
16. ↑  . 東日本旅客鉄道.   [2019-03-24]. （原始内容存档于2019-03-22）.
17. ↑  . 東日本旅客鉄道.   [2019-03-24]. （原始内容存档于2019-03-23）.
18. ↑  . 東日本旅客鉄道.   [2019-03-24]. （原始内容存档于2019-03-28）.
19. ↑  . 東日本旅客鉄道.   [2019-03-24]. （原始内容存档于2019-03-21）.
20. ↑  . 東日本旅客鉄道.   [2019-07-08]. （原始内容存档于2019-07-05）.
21. ↑  . 東日本旅客鉄道.   [2020-07-11]. （原始内容存档于2020-07-10）.

## 外部連結
- 車站資訊（新町）：東日本旅客鐵道

36°16′23″N 139°06′20″E / 36.273154°N 139.105515°E